# Eoanseranas handae
Az Eoanseranas handae a madarak (Aves) osztályának lúdalakúak (Anseriformes) rendjébe, ezen belül az ujjas lúdfélék (Anseranatidae) családjába tartozó fosszilis faj.
Nemének az egyetlen faja.

## Tudnivalók
Az Eoanseranas handae a késő oligocén és a kora miocén korszakok között élt, körülbelül 26-23 millió évvel ezelőtt; azon a helyen, ahol manapság Ausztrália északi része fekszik. Maradványait a Queensland nevű állam északnyugati részén, a Boodjamulla Nemzeti Parkhoz tartozó Riversleigh-i Carl Creek Limestone lelőhelyen találták meg. A fajt egy baloldali coracoid csont, valamint két baloldali lapocka alapján írták le. A kövületekből ítélve, ez a madár valamivel kisebb volt, mint ma élő rokona, az ujjas lúd (Anseranas semipalmata).
A madár nemi szintű neve - Eoanseranas - összetett szó; a görög eos = „hajnal” vagy „elő” és az ujjas lúd Anseranas nem-nevéből. A faj nevét a handae-t, az ausztrál paleontológus Suzanne Hand tiszteletére kapta.
A holotípus raktárszáma: QM F.45451.

## Fordítás
- Ez a szócikk részben vagy egészben  az   Eoanseranas című angol Wikipédia-szócikk ezen változatának fordításán alapul.  Az eredeti cikk szerkesztőit annak laptörténete sorolja fel. Ez a jelzés csupán a megfogalmazás eredetét és a szerzői jogokat jelzi, nem szolgál a cikkben szereplő információk forrásmegjelöléseként.